# Квітневий (Іванців) Роман Семенович
Рома́н Семе́нович Квітне́вий (Іва́нців) — український письменник.
Народився 30. 04. 1960 р.
Член Національної спілки письменників України, поет, художник.
Автор поетичних збірок
- «Гірке вино» — Львів, сполом, 2016;
- «Таємниця» — Львів, Сполом, 2017;
- «Ніби винен» — Дрогобич, Трек-ЛТД, 2020;
- «Дві долі» — Дрогобич, Просвіт, 2021 у співавторстві із поетом Романом Банським.

## Нагороди
- Кавалер Знаку народної пошани — «За служіння мистецтву».
- Призер (Диплом І Ступеня) Міжнародного літературно-краєзнавчого конкурсу імені Мирона Утриска 2023 у номінації — «Поезія».